# 托萊多省
托萊多省（西班牙語：Provincia de Toledo，西班牙語發音：[toˈleðo]）為西班牙中部的一個省份，位於卡斯蒂利亞-拉曼恰自治區的西部。它的周圍有馬德里省、昆卡省、雷阿爾城省、巴達霍斯省、卡塞雷斯省、以及阿維拉省。首府為托萊多，也是整個自治區的首府。
托萊多省面积15,370平方公里，2017年人口有686,841，僅九分之一的人口居住在首府。總共有 204 個自治市。

## 位置
| 西北: 阿维拉省   | 北: 马德里自治区 | 东北: 马德里自治区 |
| 西: 卡塞雷斯省   |                  | 东: 昆卡省         |
| 西南: 巴达霍斯省 | 南: 雷阿爾城省   | 东南: 雷阿爾城省   |

## 人口
托莱多省人口变化图

## 图集

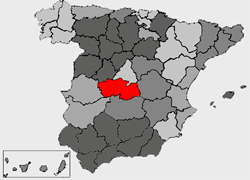
西班牙行政區劃中的托萊多省
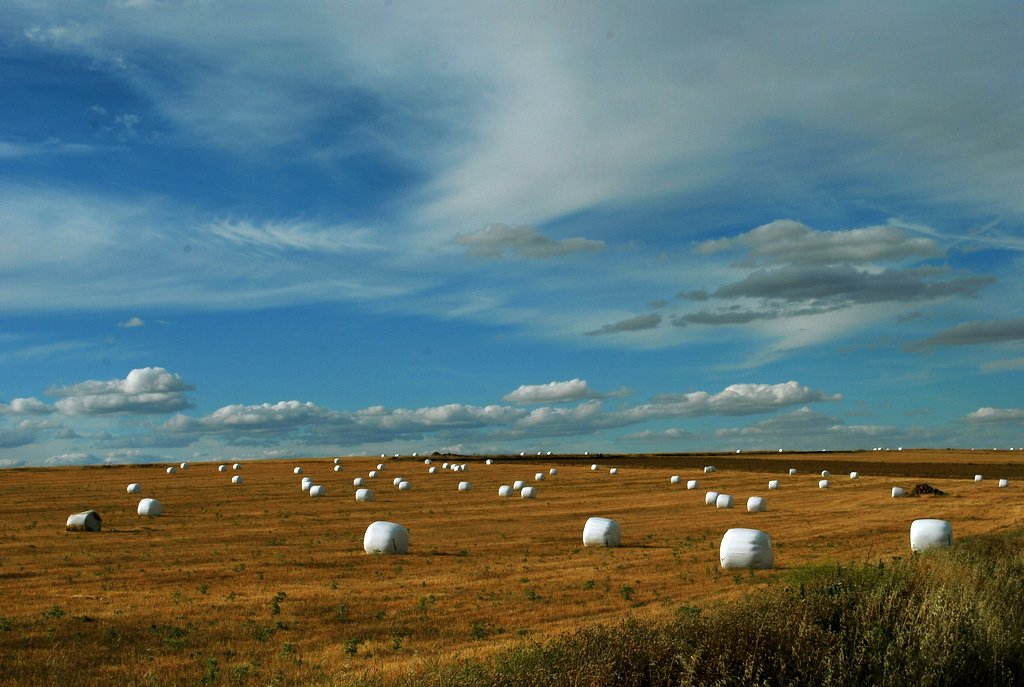
乌尔达
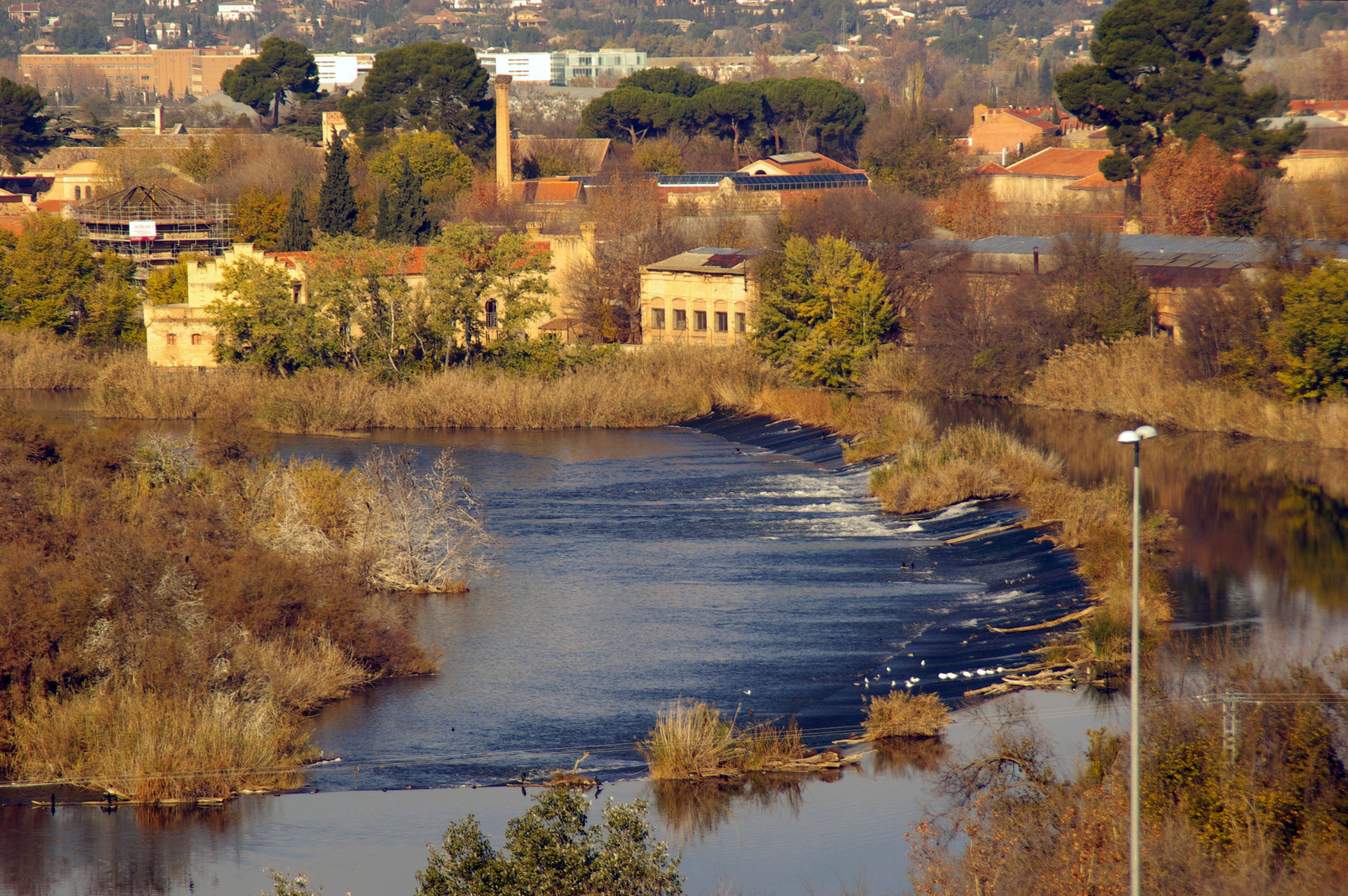
塔霍河